# Janko Kurtal
Janko Kurtal, slovenski partizan, politik, * 18. julij 1918, Plešivica, † ?.
Kot pripadnik 13. slovenske narodnoosvobodilne brigade je bil eden izmed odposlancev, ki so se udeležili Zbora odposlancev slovenskega naroda v Kočevju.